# Меча
Меча (рум. Mecea) — село у повіті Вилча в Румунії. Входить до складу комуни Зетрень.
Село розташоване на відстані 185 км на захід від Бухареста, 58 км на південний захід від Римніку-Вилчі, 49 км на північ від Крайови.

## Населення
За даними перепису населення 2002 року у селі проживали 202 особи, усі — румуни. Усі жителі села рідною мовою назвали румунську.